# The Sandpiper
The Sandpiper (bra: Adeus às Ilusões; prt: Adeus Ilusões) é um filme estadunidense de 1965, do gênero drama, dirigido por Vincente Minnelli, com roteiro de Dalton Trumbo, Grimes Grice, Louis Kamp, Martin Ransohoff e Michael Wilson baseado em história de Martin Ransohoff.

## Sinopse
A artista plástica Laura cria sozinha seu filho adolescente e gostaria de educá-lo em casa, mas as leis da Califórnia não permitem. Por isso ela o matricula numa escola dirigida pelo sacerdote Edward, que é casado. Nas visitas que faz ao filho na escola, eles se apaixonam.

## Elenco
- Elizabeth Taylor.... Laura Reynolds
- Richard Burton.... Dr. Edward Hewitt
- Eva Marie Saint.... Claire Hewitt
- Charles Bronson.... Cos Erickson
- Robert Webber.... Ward Hendricks
- James Edwards.... Larry Brant
- Torin Thatcher.... Juiz Thompson
- Tom Drake.... Walter Robinson
- Douglas Henderson.... Paul Sutcliff
- Morgan Mason.... Danny Reynolds

## Prêmios e indicações
| Prêmio             | Categoria                                 | Recipiente                                                       | Resultado |
| ------------------ | ----------------------------------------- | ---------------------------------------------------------------- | --------- |
| Globo de Ouro 1966 | Melhor trilha sonora                      | Johnny Mandel                                                    | Indicado  |
| Globo de Ouro 1966 | Melhor canção original                    | Paul Francis Webster, Johnny Mandel ("The Shadow of Your Smile") | Indicado  |
| Oscar 1966         | Melhor canção original                    | Paul Francis Webster, Johnny Mandel ("The Shadow of Your Smile") | Venceu    |
| Grammy Awards 1965 | Canção do ano                             | Paul Francis Webster, Johnny Mandel ("The Shadow of Your Smile") | Venceu    |
| Grammy Awards 1965 | Melhor trilha orquestrada de mídia visual | Johnny Mandel                                                    | Venceu    |